# Dubravka Jurlina Alibegović
Pour les articles homonymes, voir Alibegović.
Dubravka Jurlina Alibegović, née le 5 novembre 1963 à Zagreb), est une femme politique croate membre du Pont des listes indépendantes (MOST).
Elle est ministre de l'Administration publique de Croatie entre le 22 janvier et le 19 octobre.